# Гаррінча
Мануе́ль (Мане́) Франси́ско дус Са́нтус (порт. Manuel (Mané) Francisco dos Santos; 28 жовтня 1933, Маже — 20 січня 1983, Ріо-де-Жанейро) на прізвисько Гаррі́нча (Гаррінша) — бразильський футболіст, якого вважають найкращим правим нападником в історії. У Бразилії його називають другим найкращим гравцем після Пеле.

## Біографія

### Дитинство
Один з найвідоміших футболістів світу народився 18 жовтня у бідній багатодітній сім'ї. Мануель є самбо, став п'ятою дитиною в сім'ї нащадка індіанця Амаро та афробразилійки Марії Кароліни. Тільки через десять днів після народження батьки віднесли свого сина для реєстрації. Тож у свідоцтві про народження Мане є дата 28 жовтня. Окрім того писар, який реєстрував малюка, був п'яний, а через те забув вписати обов'язкове друге ім'я новонародженого. Відтак Мануель, коли йому виповнилося 15 років, обрав друге ім'я — Франсіско, власноруч.
Мане прийшов у цей світ з багатьма вродженими вадами: косоокість, деформований хребет, зміщена кістка тазу та ще й ліва нога аж на 7 сантиметрів коротша за праву. Хірургічне втручання його не позбавило усіх хвороб, хоча й медики вважали за досягнення те, що хлопчик дістав можливість ходити. За даними інших джерел, вади Мане були наслідками поліомієліту, який він переніс у ранньому дитинстві.
У ранньому віці сім'я майбутньої футбольної зірки пережила дві трагедії: через голод і захворювання померли брат і сестра Мане. Аби вижити, працювали всією сім'єю. Батько Амаро дос Сантос працював охоронцем на заводі у Пау-Гранді. Мане ж був змушений збирати у лісі фрукти, найчастіше дикі банани, і продавати їх на ринку.
З 1941 року Мане пішов до школи. Утім закінчив всього чотири класи, тому дуже погано читав і писав. Натомість за поганим прикладом батька-пияка, у дитини розвинувся потяг до міцних напоїв. У 4 роки Мане вперше спробував алкогольного напою, а з 10 постійно вживав пиво, кашасу й багато курив. Більшість вільного часу хлопець бігав із м'ячем та ловив маленьких пташок, яких у Бразилії називають «Гаррінша». Малий також полюбляв імітувати їхній щебет, через що сестра одного разу сказала йому: «Ти ловиш стільки птахів, що й сам незабаром станеш „гарріншею“». І він ним став — «пташине» прізвисько для хлопця прижилося.

### Юнацькі роки
У червні 1949 року сім'ю дос Сантосів спіткало лихо: після чергових пологів отримала пологову гарячку і померла Марія Кароліна, мати Мануела. Її смерть стала великим шоком для 16-річного сина. По смерті дружини батько Амаро почав жити з вдовою Сісилією. Мачуха виявилась добрим вихователем і окрім двох своїх дітей, займалася вихованням і дітей чоловіка.
Тоді 19 листопада 1949 року Мане взявся за серйозну роботу. Того дня він влаштувався на текстильну фабрику помічником прядильника. На новій роботі хлопець познайомився з колегами Свінгом та Пінселом і став їхнім другом на все життя. Та на жаль, ці стосунки трималися на спільній прихильності до алкогольних напоїв.
Пиятика не завадила молодому бразильцеві займатися футболом — він виступав за «Пау-Ґранді» дитячу команду своєї фабрики. Про його гру у той час відомо не надто багато, та коли хлопця звільнили з роботи через лінь, голова команди «Пау-Ґранді» добився поновлення Мане на фабриці.
На відміну від голови, стосунки з тренером Карлосом Пінту у Гаррінчі не склалися. Коуч не бажав запрошувати гравця у головну команду. І Мане з 1951 року паралельно почав виступати за інші команди округу — «Серрано» та «Крузейро ду Сул». У першому ж матчі за «Крузейро ду Сул» він забив кілька голів, а команда розгромила суперника з рахунком 8:1. Тоді нападник почав отримувати і свої перші гроші як футболіст, по 30 крузейро за матч.
Приблизно тоді ж, у 1951 році Карлос Пінту дав завдання, аби Мане грав на правому фланзі у нападі, а не під форвардами. Причина полягала в тому, що звична для гравця позиція була зайнята іншим футболістом. Вочевидь, зміна дала позитивно вплинула на гру Гаррінчі, того ж сезону він став найкращим футболістом свого округу.
У одному з матчів «Пау-Ґранді» грало на виїзді з командою «Раїс-де-Серра». Гаррінча зробив ривок зі свого штрафного майданчика, добіг до чужого, обвів на шляху півкоманди суперника і віддав гольовий пас на партнера. Через кілька хвилин після забитого голу один із суперників зі злості грубо зіграв проти Мане. Що цікаво, за такі дії його засвистали власні вболівальники. До кінця тієї гри Гаррінчу вже ніхто навмисне не збивав, а його команда виграла 6:0.

### Як Гаррінча став професіоналом
Після вдалих виступів за аматорські команди Мане захотіли бачити у своїх складах найбільші бразильські клуби з міста Ріо-де-Жанейро. Він навіть пройшов медогляди у таборах «Фламенго» та «Флуміненсе». Однак навіть до тренувального процесу справа не дійшла. Керівників налякала різна довжина ніг футболіста. Так само невдача спіткала молодого нападника у «Васко да Гама». З ним не уклали угоду через те, що він прийшов босий на тренування. Наостанок представники клубу «Сан-Крістован» після перегляду можливостей Гаррінчі попросили його зачекати до наступного дня. Та Мане не мав де переночувати, а на вокзалі боявся, тому повернувся додому. Наступного ж дня вирішив нікуди не їхати.
У 1953 році гру Гаррінчі побачив Араті, екс-гравець «Ботафогу», а на той час — суддя в аматорській лізі. Вже 13 березня Араті придбав для Мане форму й бутси, а тоді разом із президентом «Пау-Ґранді» повів його до тренера Жентілу Кардозо. Та тренера того дня не було. Замість нього з футболістами займався його син Кардозо Ньютон. Він жодних рішень приймати не міг і спроба Мане вийшла знову невдала.
Однак 13 червня 1953 року він пройшов медогляд у «Ботафогу» й дістав допуск до тренувань дорослої команди. Аби переглянути нового гравця у суперники йому тренер обрав славетного на той час захисника збірної Бразилії Нілтона Сантоса. З невимушеною легкістю Гаррінча тричі обвів відомого оборонця одним і тим же фінтом. При тому прокидав м'яча поміж ніг Нілтону Сантосу. Своєю майстерністю Мане так вразив суперника, що той став опікуватись Гаррінчею і добився його появи у дорослому футболі.
Одразу по закінченні тренування Нілтон підійшов до тренера Жентілу Кардозо й заявив йому: «Якщо цей парубок опиниться в іншому клубі, я не зможу спокійно спати. Коли ж він закріпиться у нашому клубі, тоді ночами не спатимуть захисники інших команд».
Після цих слів тренерський штаб через 20 хвилин знову оглянув майстерність Мане і тренер з фізичної підготовки Пауло Амарал оголосив власний вердикт: «Гравець продемонстрував чудову майстерність. У його грі є всього лиш одна вада: він занадто часто використовує дриблінг».

### Початок кар'єри у «Ботафогу» і перше чемпіонство
Перехід Мане з «Пау-Ґранді» обійшовся «Ботафогу» всього лише у 500 крузейро. 21 червня 1953 року відбувся дебют Гаррінчі у складі нової команди. Це був товариський матч «Ботафогу» з «Амаралом» і команда Мане перемогла суперника з рахунком 1:0. 30 червня Мане звільнився з текстильної фабрики і відтепер почав футболом заробляти на життя.
У наступному матчі дублів «Ботафогу» з «Сан-Крістованом», який відбувся 30 червня, Гаррінча продемонстрував свої гольові здібності: тричі відзначився у воротах суперника. А 19 липня вже у грі головної команди «Ботафогу» проти «Бонсусессо» Мане забив перші офіційні три голи. Перший з них був забитий з одинадцятиметрового штрафного удару, а у підсумку «Ботафогу» перемогло 6:3. Наступного дня на передовиці бразильської газети «О Ґлобо» був заголовок "Ґаулічо завоював «Ботафогу».
Того сезону Мане ще тричі відзначався хет-триками у воротах суперників. І хоча футболіст почав грати за свою команду посеред сезону, на відміну від суперників, але у підсумковому заліку зайняв друге у змаганні бомбардирів. У 26 матчах талановитий нападник забив 20 голів. А його «Ботафогу» зайняло третє місце у чемпіонаті штату Ріо-де-Жанейро.
Наступний розіграш чемпіонату став менш вдалим і для Гаррінчі, і для «Ботафогу». Нападник забив всього 7 голів і лише в одній грі — проти «Сеари», Мане вдалося відзначитись дублем. Хоча нападник часто віддавав гольові передачі своєму напарнику по атаці Діно да Коста. Однак їхні голи не допомогли «Ботафогу» втримати результат попереднього сезону і команда закінчила чемпіонат на четвертому місці.
Наступного 1955 року команда продала до Італії двох своїх ключових гравців — Діно да Косту й Луїса Вінісіо. А тому опустилася на 7 місце. Гаррінча провів за «Ботафогу» 53 матчі й відзначився 22 голами. Здавалось би, все прекрасно, але 17 із забитих м'ячів нападник провів у товариських іграх.
Перед розіграшем наступного чемпіонату «Ботафогу» підсилило атакувальну ланку своєї команди. Прийшов центральний нападник Пауло Валентім і Куарентінья. А ще через два роки до «Ботафогу» приєднались Маріо Загалло, Амарілдо та воротар Манґо. У 1957 році головним тренером команди став спортивний журналіст Жоан Салданья. Він відкрив нові можливості для Гаррінчі й дав йому місце «вільного художника» на футбольному полі. Тренер заборонив футболістам зміщуватись на правий фланг, а повністю віддав його до повноважень Мане.
Результати не забарилися: «Ботафогу» виграла чемпіонат. А у фіналі команда обіграла «Флуміненсе» з рахунком 6:2. Цю гру можна назвати бенефісом Гаррінчі, бо він був найкращим гравцем у складі обох команд і зробив чотири гольові передачі. У підсумку Мане став найкращим футболістом чемпіонату 1957 року.
Наступного року «Ботафогу» зайняв третє місце, але той сезон запам'ятався матчем у Мексиці з аргентинським «Рівер Плейт». Гаррінча у тому матчі настільки сподобався місцевій публіці, що кожен його прохід флангом мексиканці супроводжували вигуком «Оле!». Згодом він став традиційним футбольним вигуком схвалення у іспаномовних державах.

### Збірна і чемпіонат світу 1958 року
Перший матч за збірну Мане провів 18 вересня 1955 року проти Чилі. До складу його взяв бразильський тренер-новатор Вісенте Феола, який прийшов у команду після її провального виступі на чемпіонаті світу 1954 року. На першому своєму турнірі — чемпіонаті Південної Америки Мане провів всього два матчі, бо тренер Вісенте Феола довіряв позицію не йому, а Жоелу. Тому у матчах зі збірними Колумбії та Еквадору Гаррінча з'являвся на полі лише на заміну. На наступних двох турнірах за участю збірної Бразилії — Кубок Рока й Освалдо Круза тренер Феола ніяк не міг змиритися з недисциплінованістю Гаррінчі, а також з тим, що він надто часто використовував дриблінг.
Завоювати місце у складі нападник зумів тільки під час відбору на чемпіонат світу 1958 року. Гаррінча вийшов у першому матчі з перуанцями на незвичній для себе позиції лівого форварда на зміну травмованому Пеле. Футболіст показав себе дуже добре, хоча й гра завершилася внічию — 1:1. У матчі-відповіді Мане знову вийшов у стартовому складі, але вже на рідному правому фланзі. І саме після порушення правил на Гаррінчі інший бразилець — Діді забив єдиний гол у зустрічі. Тому наступного дня одна з бразильських газет написала: «Гаррінча та Діді відкривають двері для своєї команди на чемпіонат до Швеції».
Перед початком фінальної частини чемпіонату усі гравці збірної Бразилії пройшли психологічний тест у тамтешнього відомого доктора Карвальяеса. Гаррінча, як і його колега в лінії нападу Пеле, віднісся до цього тестування жартома. Зокрема він нібито не зміг відрізнити горизонтальну лінію від вертикальної. Натомість доктор жарту не зрозумів і констатував, що Мане — недорозвинений і його в жодному разі не можна брати до Швеції.
Тренер був іншої думки, а Гаррінча віддячив йому за довір'я вже у товариських матчах. У першому з них — проти «Корінтіанс», бразильська збірна перемогла 5:0, а правий нападник у її складі забив перші два голи. У наступній товариській грі з італійською «Фіорентиною» Мане забив один з найпам'ятніших своїх голів. Він обвів по черзі трьох захисників й воротаря Джуліано Сарті. Після того бразилець постояв на лінії воріт, дочекався, коли підбіжить ще один захисник Роботті, обвів його і забив гол. При цьому Мане так накрутив голову останньому захиснику воріт, що у того закрутилася голова і він був змушений вхопитися за штангу, аби не впасти. Таке знущання, як не дивно, викликало обурення з боку капітана бразильців Белліні. Йшлося навіть про те, що Гаррінчу можуть не взяти на чемпіонат. Однак у потрібний момент на захист футболіста виступив Пауло Амарал.
На самому чемпіонаті Гаррінча, як і Пеле, пропустив перші дві гри з Англією та Австрією. Своє бачення на обох гравців мав тренер Феола. Тому Гаррінча вийшов у основі тільки на третій матч зі збірною СРСР. На першій же хвилині Мане потрапив у перекладину, після того як обіграв трьох радянських футболістів Войнова, Кузнєцова й Крижевського. За хвилину у неї ж влучив Пеле, а на третій хвилині після пасу правого нападника Бразилії гол забив Вава. Французький журналіст-коментатор Габріель Анно охарактеризував початок гри як «три найкращі хвилини в історії футболу». У другому таймі бразильці закріпили перевагу другим голом, а передачу знову віддав Гаррінча. Через багато років після тієї гри учасник матчу, радянський футболіст Віктор Царьов сказав про гру Мане: «Та його збити було неможливо, вже не кажучи про те, аби „чисто“ відібрати м'яча».
У чвертьфіналі бразильці обіграли Уельс, а у півфіналі — французів. У останньому матчі Гаррінча забив гол та його через офсайд не зафіксував рефері. У фінальній грі турніну проти шведів Мане був одним з найактивніших на полі й двічі після його проходів правим флангом бразильці забивали голи. Вони ж і святкували перемогу. А Гаррінча ввійшов до символічної збірної цього Чемпіонату. По поверненні до рідного містечка Пау-Ґранді чемпіон світу зайшов до місцевої кнайпи і викупив борги усіх відвідувачів.

### Кар'єра у «Ботафогу» 1959—1962 років і другий чемпіонат світу
На початку 1959 року Мане травмував коліно. Лікарі призначили йому операцію, та на неї впертий футболіст чомусь не прийшов. Його пошкодження залишилось незалікованим. У 1961 році Гаррінча став одним з перших гравців бразильського чемпіонату, який підтримав принципи fair play. Під час гри проти «Флуміненсе» один із суперників потягнув м'яз на нозі. А Мане, замість того, щоб віддати гольову передачу, вибив м'яча за межі поля. Суперника це не врятувало, а Гаррінча у «Ботафогу» того року виграв своє друге чемпіонство. У вирішальному поєдинку з тим же «Флуміненсе» єдиний гол забив саме він.
На хвилі успіху 1962 року «Ботафогу» виграв і Турнір Ріо-Сан-Паулу. У фіналі клуб обіграв «Палмейрас» 3:1. Того ж року Мане з командою здобув третє чемпіонство свого штату. Перед фінальною грою з «Фламенго» Гаррінча посперечався з друзями на два ящики пива, що «Ботафогу» переможе суперників з рахунком 3:0. Так і сталося. А три голи «зробив» сам Мане: два забив, а третього після його прострілу вкотив до воріт гравець «Фламенго». Того чемпіонату Гаррінча став найкращим гравцем року у всій Бразилії і як винагороду отримав вітчизняну автівку марки Simca Chambord.
Успіх чекав на футболіста і на міжнародній арені. Бо ж того року проходив чемпіонат світу в Чилі. Хоча перед цим Гаррінча не «виблискував» грою за збірну, однак на турнір тренер його взяв. І талановитий нападник у потрібний момент його не підвів. У вирішальному матчі за вихід з групи з іспанцями, за 10 хвилин до завершення гри Мане пройшов флангом й віддав точний пас на колегу, який добив м'яча у ворота. Бразильці перемогли 2:1 і вийшли до плей-оф. У чвертьфіналі завдяки двом голам Гаррінчі вони перемогли англійців 3:1, а згодом після дублю Мане здолали господарів чилійців.
У тій грі Мане вдарив суперника Рохаса. Хоча він і вибачився за цей вчинок й помирився з чилійцем, але суддя з Перу Артуро Ямасакі все одно вилучив нападника. Коли Гаррінча повертався до роздягальні, хтось з вболівальників кинув у нього пляшку й потрапив гравцеві в голову. Ймовірно цей факт, а можливо і звернення бразильського прем'єр-міністра посприяло тому, що дисциплінарна комісія вперше в історії чемпіонатів світу зняла дискваліфікацію. У фінальній грі бразильці здолали збірну Чехословаччини. А Гаррінча став найкращим футболістом чемпіонату і одним з найкращих бомбардирів.

### Травми і митарства у пошуках команди
У 1963 році з ініціативи дружини Ельзи Суарес та за допомогою знайомого банкіра Жозе Луїса Магальянеса Лінса Гаррінча домігся підписання нового контракту й більшої зарплатні. Відтоді кар'єра футболіста пішла на спад. Далась взнаки незалікована травма коліна й коли лікарі радили нападникові утриматися від футболу, його змусив грати президент «Ботафогу». Бо команда тоді мала турне Францією, а тамтешні футбольні функціонери вимагали на полі тільки Гаррінчу. Без нього бразильський чемпіон міг заробити тільки половину від обіцяної суми. Тож Мане грав на уколах. Щоразу після того, як дія ін'єкції закінчувалась, він відчував надзвичайно сильний біль у нозі.
По поверненні до Бразилії лікарі стали радити Гаррінчі зробити операцію. Але він вкотре відмовився. Натомість через наполягання президента підписав новий контракт з «Ботафогу». Відповідно до його умов, гравець отримував премію тільки тоді коли виходив на поле. Гаррінча знову був вимушений грати з травмою. 29 вересня завдяки Магальянесу Лінсу та його товаришеві-лікарю, футболістові таки зробили операцію з видалення меніску. Та вона пройшла не так вдало, як планували медики й до кінця сезону Мане більше не виходив на поле, а тренувався індивідуально.
На початку 1965 року футболіст одужав від травми. Щоправда тренер більше не брав його в основний склад команди. У знак протесту футболіст перестав приходити на тренування й набрав 7 кілограмів зайвої ваги. 22 серпня Гаррінча забив останній гол за «Ботафогу» у грі з «Фламенго». Цей м'яч став єдиним і приніс перемогу команді Мане. 5 вересня Мане зіграв у фінальному матчі Кубка Ґуанабара. «Ботафогу» протистояв «Васко да Гама». На гру, насамперед Гаррінчі, прийшли подивитися аж 115 тисяч глядачів. Але нічого особливого нападник не продемонстрував, а його команда програла 0:3. 15 вересня Мане провів свій останній матч у футболці «Ботафогу».
У січні 1966 року Гаррінча був проданий за 220 мільйонів крузейро до іншого бразильського клубу — «Корінтіанс». У перших же матчах його новий клуб програв спочатку 0:3 у «Васко да Гама», а тоді — 1:5 від «Ботафогу». Забити перший гол Гаррінча зумів тільки у третьому своєму матчі — проти «Крузейро», де «Корінтіанс» здобув перемогу 2:1. Нападник допоміг своєму новому клубу виграти турнір Ріо-Сан-Паулу, де у фіналі «Корінтіанс» взяв гору над «Сан-Паулу», а Мане відзначився голом і продемонстрував чудову гру.
Влітку того року на прохання відомого у Бразилії спортивного чиновника Жуау Авеланжа Гаррінча потрапив до складу збірної на чемпіонат світу 1966 року. У першій грі бразильці здолали Болгарію 2:0, а одним з м'ячів відзначився Мане. Натомість другий матч з Угорщиною бразильська команда програла 1:3. Ця гра стала останньою для Гаррінчі у футболці збірної своєї країни, яка після ще однієї поразки — від португальців була змушена повертатися додому ні з чим.
Розчарування чекало Мане і вдома. Боси «Корінтіанс» були незадоволені грою іменитого нападника та й одноклубники заздрили йому за найвищу в команді зарплатню. Через те інколи у потрібний момент відмовілялися віддавати йому пас. Після поразки від «Сантоса» Мане «зірвався», без дозволу покинув команду й поїхав у Ріо-де-Жанейро. За це він був дискваліфікований від всіх офіційних ігор у Бразилії на два роки.
У грудні 1967 року Мане розірвав контракт із «Корінтіанс» й став шукати іншу команду. Однак не зміг закріпитися ні у «Васко да Гама», ні у «Флуміненсе». Футболіст став шукати місце у менш відомих клубах й відіграв кілька товариських ігор за «Портуґезу», «Банґу» й «Алекрін». Але й там Мане виявився непотрібним. У пошуках футбольної роботи він подався за кордон. Спершу до Болівії, а тоді — у Колумбію. За тамтешній клуб «Хуніор Баннаркілья» Мане провів тільки одну гру. Під час матчу місцеві вболівальники так у ньому розчарувалися, що засвистали Гаррінчу, а після гри закидали його яйцями й гнилими помідорами.
Футболіст після того випадку продовжив свої митарства й восени 1968 року на півроку зумів закріпитися у «Фламенго». Заради гри він скинув 12 кілограмів й одразу забив за нову команду один гол. Але все перекреслила смерть тещі футболіста. У ній Мане звинувачував себе й на довгий час впав у депресію. А коли вона минула, контракт із «Фламенго» був розірваний.
На початку 1969 року Гаррінча з дружиною побував у Європі, де вдало грав за аматорські клуби й мав шанси укласти контракти з португальською «Бенфікою», а згодом французькою «Ред Стар». У 1971 році Мане повернувся до Бразилії, грав за напівпрофесійні клуби й частіше брався за чарку. Останнім його професійним клубом стала «Оларія».

### Завершення кар'єри
18 грудня 1973 року відбувся прощальний матч Гаррінчі. Збірна світу (у її складі був український радянський футболіст Володимир Онищенко) грала зі збірною Бразилії, за яку виступав і сам Мане. Подивитись на гру прийшло 131 555 глядачів, а на краю футбольного поля був напис: «Мане — радість народу». Перед початком гри усі її учасники взяли в коло Гаррінчу й подякували оплесками за всю кар'єру.
Нападник вийшов у складі з перших хвилин і провів на полі половину першого тайму. Коли він йшов з поля, то раптово заплакав і швидко побіг до роздягальні. А бразильці в тому матчі перемогли 2:1 завдяки голам Луїса Перейри та Пеле.
Усі гроші, зароблені від матчу, були передані самому Гаррінчі. Він витратив їх на те, щоб розрахуватися з боргами, дати освіту дітям, купити новий будинок, машину, квартири своїм донькам і половину ресторану, в якому співала його дружина Ельза.
Сам футболіст продовжував грати за аматорські клуби. Востаннє він вийшов на футбольне поле 25 грудня 1982 року за клуб зі штату Парана й відіграв неповний перший тайм. А його команда програла 0:1.

## Сімейне життя
Вперше Мане одружився в 19-річному віці з 16-річною на той час Наїр Маркес. Вони працювали разом на фабриці, а одружилися насамперед тому, що Наїр завагітніла. За час подружнього життя вона народила від Мане вісьмох дочок. Через деякий час у нього з'явилася коханка Ірасі Кастільйо. Заради Мануеля вона переселилася до Ріо-де-Жанейро, коли він почав грати у «Ботафогу». Від свого коханця-футболіста Ірасі народила двох дітей. Але зізналась про це публічно тільки через 15 років потому. У 1959 році після чемпіонату світу 1958 року «Ботафогу» мав турне Швецією. Там у Мане був короткий бурхивий роман з офіціанткою, після якого вона народила сина Ульфа Ліндберга. Загалом сьогодні відомо про 14 дітей, батьком яких був Гаррінча.
Під час наступного чемпіонату світу в Чилі у Мануеля зав'язалися стосунки з відомою бразильською танцюристкою самби зі школи «Мангейра» Ельзою Суарес. Їхні тривалі стосунки завершилися розлученням з Наїр Маркес і весіллям Мане та Ельзи 1966 року у Болівії. Через три роки трапилась трагедія, яка спричинила тривалу депресію футболіста. П'яний Мануель за кермом легковика втрапив у аварію разом з тещею. Їхня машина зіткнулась з вантажівкою, яка перевозила картоплю. Внаслідок сильного удару автівка Мануеля перекинулась тричі, а пасажирка — теща, загинула на місці. Родичі загиблої на кримінальній справі не наполягали, тому суд призначив Мане термін покараня тільки два роки позбавлення волі умовно.
Після цього випадку Мане навіть спробував покінчити з життям й ледь не задушився чадним газом. Аби подолати його депресію, дружина Ельза поїхала з ним до Європи. Там Мануель допомагав дружині, працював стендистом і отримував по 1000 доларів за місяць. Повернулося подружжя до Бразилії у 1972 році. За чотири роки у Мане й Ельзи народився син Мануел Гаррінча дус Сантос Жуніор. Але він прожив всього 10 років й загинув у автокатастрофі. 30 серпня 1977 року подружжя розлучилося після того, як Мане вкотре побив Ельзу.

## Смерть
Після розлучення з Ельзою Мануель жив у бідній квартирі, яку орендував у місті Ріо-де-Жанейро. У 1978 році він потрапив до лікарні з діагнозом «серцева недостатність». Там 45-річний ексфутболіст познайомився з 20-річною Вандерлеєю Вієйра. З нею невдовзі й одружився. На думку колишньої дружини Ельзи, брати Вандерлеї спеціально споювали Мануеля та накачували його наркотиками, аби той швидше помер і залишив великий спадок. У червні 1979 року в Мане вже був цироз печінки. Наступного року він спробував покінчити з пристрастю до алкоголю. Спроба завершилася нічим.
На Різдво 1982 року Мануеля вкотре забрала карета «швидкої» й після цього він з 16 по 18 січня безперестанку пиячив у різноманітних барах. Після повернення додому 18 січня Вандерлея викликала чоловікові «швидку», яка привезла колишнього футболіста до лікарні Боавіста у стані коми. 20 січня о 6 ранку одного з найкращих футболістів світу не стало. У висновку медиків записано, що Мануель помер через цироз печінки, набряк легень і токсичну печінкову енцефалопатію (незапальне ураження головного мозку).
Похорон Гаррінчі відбувся на стадіоні «Маракана» за переповнених трибун. Труна його була обгорнута державним прапором Бразилії та стягом клубу «Ботафогу». Під час похоронної процесії з Ріо-де-Жанейро до Пау-Ґранді йшло 300 тисяч осіб. Поховано Мануеля на маленькому цвинтарі Раїз де Серра. У епітафії на його могилі написано: «Тут знайшов спокій той, хто був радістю для народу — Мане Гаррінча».

## Життя у пам'яті
Ім'я легендарного нападника 20 грудня 1983 року присвоєне стадіону у столиці держави — місті Бразиліа. Якраз рік перед тим, 25 грудня 1982 року, Мане зіграв на цьому стадіоні 20 хвилин за місцеву команду «Планалтіна». У 2014 році ця арена «Естадіо Мане Гаррінча» приймала матчі фінального етапу чемпіонату світу 2014 року. 25 січня 2010 року біля західної трибуни стадіону «Еженьяо», домашньої арени клубу «Ботафогу» встановлено 2,5-метрову скульптуру Гаррінчі авторства Едгара Дювів'єра.
У 1962 році про Мане знято документальну стрічку «Garrincha — Alegria do Povo» («Гаррінча — радість народу»). Через 16 років був ще один фільм — «Мане Гаррінча», у якому йшлося про життя славного футболіста після завершення його кар'єри гравця. Третій фільм про гравця за мотивами книги Руя Кастро, вийшов у 2003 році під назвою «Garrincha — Estrela Solitária» («Гаррінча — самотня зірка»).

## Статистика виступів

### Статистика клубних виступів
| Сезон                | Команда              | Чемпіонат            | Чемпіонат | Чемпіонат | Національний кубок | Національний кубок | Національний кубок | Континентальні кубки | Континентальні кубки | Континентальні кубки | Altre competizioni | Altre competizioni | Altre competizioni | Усього | Усього |
| Сезон                | Команда              | Ліга                 | Ігор      | Голів     | Ліга               | Ігор               | Голів              | Ліга                 | Ігор                 | Голів                | Ліга               | Ігор               | Голів              | Ігор   | Голів  |
| -------------------- | -------------------- | -------------------- | --------- | --------- | ------------------ | ------------------ | ------------------ | -------------------- | -------------------- | -------------------- | ------------------ | ------------------ | ------------------ | ------ | ------ |
| 1953                 | «Ботафогу»           | ЛК                   | 26        | 20        | –                  | –                  | –                  | –                    | –                    | –                    | ТРСП               | 0                  | 0                  | 26     | 20     |
| 1954                 | «Ботафогу»           | ЛК                   | 26        | 7         | –                  | –                  | –                  | –                    | –                    | –                    | ТРСП               | 9                  | 1                  | 35     | 8      |
| 1955                 | «Ботафогу»           | ЛК                   | 19        | 3         | –                  | –                  | –                  | –                    | –                    | –                    | ТРСП               | 9                  | 2                  | 28     | 5      |
| 1956                 | «Ботафогу»           | ЛК                   | 20        | 5         | –                  | –                  | –                  | –                    | –                    | –                    | -                  | -                  | -                  | 20     | 5      |
| 1957                 | «Ботафогу»           | ЛК                   | 21        | 6         | –                  | –                  | –                  | –                    | –                    | –                    | ТРСП               | 9                  | 2                  | 30     | 8      |
| 1958                 | «Ботафогу»           | ЛК                   | 26        | 10        | –                  | –                  | –                  | –                    | –                    | –                    | ТРСП               | 9                  | 1                  | 35     | 11     |
| 1959                 | «Ботафогу»           | ЛК                   | 23        | 9         | –                  | –                  | –                  | –                    | –                    | –                    | ТРСП               | 5                  | 3                  | 28     | 12     |
| 1960                 | «Ботафогу»           | ЛК                   | 21        | 8         | –                  | –                  | –                  | –                    | –                    | –                    | ТРСП               | 9                  | 1                  | 30     | 9      |
| 1961                 | «Ботафогу»           | ЛК                   | 21        | 6         | –                  | –                  | –                  | –                    | –                    | –                    | ТРСП               | 11                 | 2                  | 32     | 8      |
| 1962                 | «Ботафогу»           | ЛК                   | 21        | 8         | ЧБ                 | 3                  | 0                  | –                    | –                    | –                    | ТРСП               | 7                  | 2                  | 31     | 10     |
| 1963                 | «Ботафогу»           | ЛК                   | 3         | 1         | ЧБ                 | 1                  | 0                  | КЛ                   | 2                    | 0                    | ТРСП               | 1                  | 0                  | 7      | 1      |
| 1964                 | «Ботафогу»           | ЛК                   | 4         | 0         | –                  | –                  | –                  | –                    | –                    | –                    | ТРСП               | 7                  | 3                  | 11     | 3      |
| 1965                 | «Ботафогу»           | ЛК                   | 5         | 2         | –                  | –                  | –                  | –                    | –                    | –                    | ТРСП               | 7                  | 0                  | 12     | 2      |
| Усього за «Ботафогу» | Усього за «Ботафогу» | Усього за «Ботафогу» | 236       | 85        |                    | 4                  | 0                  |                      | 2                    | 0                    |                    | 83                 | 17                 | 325    | 102    |
| 1966                 | «Корінтіанс»         | ЛП                   | 4         | 0         | –                  | –                  | –                  | –                    | –                    | –                    | ТРСП               | 6                  | 1                  | 10     | 1      |
| 1968                 | «Атлетіко Хуніор»    | КПА                  | 1         | 0         | –                  | –                  | –                  | –                    | –                    | –                    | –                  | –                  | –                  | 1      | 0      |
| 1968                 | «Фламенго»           | ЛК                   | 0         | 0         | –                  | –                  | –                  | –                    | –                    | –                    | -                  | –                  | –                  | 0      | 0      |
| 1969                 | «Фламенго»           | ЛК                   | 4         | 0         | КРГП               | 1                  | 0                  | –                    | –                    | –                    | -                  | –                  | –                  | 5      | 0      |
| Усього за «Фламенго» | Усього за «Фламенго» | Усього за «Фламенго» | 4         | 0         |                    | 1                  | 0                  |                      | –                    | –                    |                    | –                  | –                  | 5      | 0      |
| 1972                 | «Оларія»             | ЛК                   | 8         | 0         | –                  | –                  | –                  | –                    | –                    | –                    | -                  | –                  | –                  | 8      | 0      |
| Усього за кар'єру    | Усього за кар'єру    | Усього за кар'єру    | 253       | 85        |                    | 5                  | 0                  |                      | 2                    | 0                    |                    | 89                 | 18                 | 349    | 103    |

### Статистика виступів за збірну
| Дата      | Місто          | Господарі         | Результат | Гості          | Турнір             | Голи | Примітки |
| --------- | -------------- | ----------------- | --------- | -------------- | ------------------ | ---- | -------- |
| 18-9-1955 | Ріо-де-Жанейро | Бразилія          | 1 – 1     | Чилі           | Турнір O'Higgins   | -    |          |
| 21-3-1957 | Ліма           | Бразилія          | 7 – 1     | Еквадор        | Копа Америка 1957  | -    |          |
| 23-3-1957 | Ліма           | Бразилія          | 9 – 0     | Колумбія       | Копа Америка 1957  | -    |          |
| 13-4-1957 | Ліма           | Перу              | 1 – 1     | Бразилія       | Відбір до ЧС 1958  | -    |          |
| 21-4-1957 | Ріо-де-Жанейро | Бразилія          | 1 – 0     | Перу           | Відбір до ЧС 1958  | -    |          |
| 11-6-1957 | Ріо-де-Жанейро | Бразилія          | 2 – 1     | Португалія     | товариський матч   | -    |          |
| 16-6-1957 | Сан-Паулу      | Бразилія          | 3 – 0     | Португалія     | товариський матч   | -    |          |
| 18-5-1958 | Сан-Паулу      | Бразилія          | 3 – 1     | Болгарія       | товариський матч   | -    |          |
| 15-6-1958 | Гетеборг       | Бразилія          | 2 – 0     | СРСР           | ЧС 1958            | -    |          |
| 19-6-1958 | Гетеборг       | Бразилія          | 1 – 0     | Уельс          | ЧС 1958            | -    |          |
| 24-6-1958 | Стокгольм      | Бразилія          | 5 – 2     | Франція        | ЧС 1958            | -    |          |
| 29-6-1958 | Стокгольм      | Бразилія          | 5 – 2     | Швеція         | ЧС 1958            | -    | [ 2 ]    |
| 21-3-1959 | Буенос-Айрес   | Бразилія          | 4 – 2     | Болівія        | Копа Америка 1959  | -    |          |
| 26-3-1959 | Буенос-Айрес   | Бразилія          | 3 – 1     | Уругвай        | Копа Америка 1959  | -    |          |
| 29-3-1959 | Буенос-Айрес   | Бразилія          | 4 – 1     | Парагвай       | Копа Америка 1959  | -    |          |
| 4-4-1959  | Буенос-Айрес   | Аргентина         | 1 – 1     | Бразилія       | Копа Америка 1959  | -    |          |
| 29-4-1960 | Каїр           | Єгипет            | 0 – 5     | Бразилія       | товариський матч   | 1    |          |
| 1-5-1960  | Александрія    | Єгипет            | 1 – 3     | Бразилія       | товариський матч   | -    |          |
| 6-5-1960  | Каїр           | Єгипет            | 0 – 3     | Бразилія       | товариський матч   | 1    |          |
| 10-5-1960 | Копенгаген     | Данія             | 3 – 4     | Бразилія       | товариський матч   | -    |          |
| 29-6-1960 | Ріо-де-Жанейро | Бразилія          | 4 – 0     | Чилі           | товариський матч   | -    |          |
| 30-4-1961 | Асунсьйон      | Парагвай          | 0 – 2     | Бразилія       | Кубок Oswaldo Cruz | -    |          |
| 3-5-1961  | Асунсьйон      | Парагвай          | 2 – 3     | Бразилія       | Кубок Oswaldo Cruz | -    |          |
| 7-5-1961  | Сантьяго       | Чилі              | 1 – 2     | Бразилія       | Турнір O'Higgins   | 1    |          |
| 11-5-1961 | Сантьяго       | Чилі              | 0 – 1     | Бразилія       | Турнір O'Higgins   | -    |          |
| 21-4-1962 | Ріо-де-Жанейро | Бразилія          | 6 – 0     | Парагвай       | Кубок Oswaldo Cruz | 1    |          |
| 24-4-1962 | Сан-Паулу      | Бразилія          | 4 – 0     | Парагвай       | Кубок Oswaldo Cruz | -    |          |
| 6-5-1962  | Сан-Паулу      | Бразилія          | 2 – 1     | Португалія     | товариський матч   | -    |          |
| 9-5-1962  | Ріо-де-Жанейро | Бразилія          | 1 – 0     | Португалія     | товариський матч   | -    |          |
| 12-5-1962 | Ріо-де-Жанейро | Бразилія          | 3 – 1     | Уельс          | товариський матч   | 1    |          |
| 16-5-1962 | Сан-Паулу      | Бразилія          | 3 – 1     | Уельс          | товариський матч   | -    |          |
| 30-5-1962 | Вінья-дель-Мар | Бразилія          | 2 – 0     | Мексика        | ЧС 1962            | -    |          |
| 2-6-1962  | Вінья-дель-Мар | Бразилія          | 0 – 0     | Чехословаччина | ЧС 1962            | -    |          |
| 6-6-1962  | Вінья-дель-Мар | Бразилія          | 2 – 1     | Іспанія        | ЧС 1962            | -    |          |
| 10-6-1962 | Вінья-дель-Мар | Бразилія          | 3 – 1     | Англія         | ЧС 1962            | 2    |          |
| 13-6-1962 | Сантьяго       | Чилі              | 2 – 4     | Бразилія       | ЧС 1962            | 2    | RK       |
| 17-6-1962 | Сантьяго       | Бразилія          | 3 – 1     | Чехословаччина | ЧС 1962            | -    | [ 3 ]    |
| 2-6-1965  | Ріо-де-Жанейро | Бразилія          | 5 – 0     | Бельгія        | товариський матч   | -    |          |
| 6-6-1965  | Ріо-де-Жанейро | Бразилія          | 2 – 0     | ФРН            | товариський матч   | -    |          |
| 9-6-1965  | Ріо-де-Жанейро | Бразилія          | 0 – 0     | Аргентина      | товариський матч   | -    |          |
| 17-6-1965 | Оран           | Алжир             | 0 – 3     | Бразилія       | товариський матч   | -    |          |
| 24-6-1965 | Порту          | Португалія        | 0 – 0     | Бразилія       | товариський матч   | -    |          |
| 4-7-1965  | Москва         | СРСР              | 0 – 3     | Бразилія       | товариський матч   | -    |          |
| 14-5-1966 | Ріо-де-Жанейро | Бразилія          | 3 – 1     | Уельс          | товариський матч   | 1    |          |
| 19-5-1966 | Ріо-де-Жанейро | Бразилія          | 1 – 0     | Чилі           | товариський матч   | -    |          |
| 4-6-1966  | Сан-Паулу      | Бразилія          | 4 – 0     | Перу           | товариський матч   | -    |          |
| 8-6-1966  | Ріо-де-Жанейро | Бразилія          | 2 – 1     | Польща         | товариський матч   | 1    |          |
| 30-6-1966 | Гетеборг       | Швеція            | 2 – 3     | Бразилія       | товариський матч   | -    |          |
| 12-7-1966 | Ліверпуль      | Бразилія          | 2 – 0     | Болгарія       | ЧС 1966            | 1    |          |
| 15-7-1966 | Ліверпуль      | Бразилія          | 1 – 3     | Угорщина       | ЧС 1966            | -    |          |
| Усього    |                | Матчів (50 місце) | 50        |                | Голів (31 місце)   | 12   |          |

## Титули і досягнення
- Чемпіон світу: 1958, 1962
- Срібний призер чемпіонату Південної Америки: 1957, 1959 (Аргентина)